# 安化縣 (貴州)
安化縣是明代思南府所屬的一個縣，其轄地在今贵州省思南縣、德江縣一帶地方。
明朝萬曆三十三年改土歸流。改水德江長官司置安化縣。清代仍属思南府。光緒六年(1880年)八月，徙縣治大堡場。民國2年（1913年）改安化縣為德江縣。